# Wilhelm Lovius

Wilhelm Lovius 1676, Gemälde von Johannes Buns

Wilhelm Lovius (* ca. 1607 in Raeren; † 3. April 1685 in Köln) war ein Theologe, Hochschullehrer und von 1683 bis 1685 Rektor der alten Universität Köln.

## Leben
Er studierte Theologie und wirkte ab 1645 als Professor an der Kölner Bursa Montana der Artistenfakultät. Gleichzeitig nahm er die höheren Studien der Theologie auf und promovierte 1650 zum Lizentiaten der Theologie. Am 5. Dezember 1654 bekam er als Professor Kanonikat und Präbende der 3. Gnade an St. Andreas, wo er gleichzeitig Vikar wurde. 1655 war er Quaestor und Subregens der Montana, im gleichen Jahr erhielt er ein Kanonikat am Kölner Dom. 1657 wurde er Dekan der Artistenfakultät und ab 1658 Regens der Montana. Am 24. März 1683 wurde er zum Rektor der Universität Köln gewählt.

## Lovius-Stiftung
Kurz vor seinem Tode stiftete er am 22. März 1685 ein Vermögen von 7124 Reichstalern und 11 Albus. Damit sollte für die nächsten bedürftigen Blutsverwandten des Stifters, soweit sie katholisch sind, eine gymnasiale Ausbildung und/oder ein Studium der Philosophie, Theologie oder Jura ermöglicht werden.
Die Lovius-Stiftung besteht noch heute und ist eine von 87 Familienstiftungen im Kölner Gymnasial- und Stiftungsfonds.